# Kepler-88
Kepler-88 è una stella simile al Sole con tre pianeti extrasolari confermati. Nell'aprile 2012 gli scienziati scoprirono che il pianeta extrasolare KOI-142.01 (Kepler-88 b) mostrava significative variazioni del tempo di transito, dovute alla presenza di un pianeta non transitante sul disco della stella.
Le variazioni del tempo di transito erano abbastanza ampie, tanto da permettere una valutazione della massa di entrambi i pianeti. L'esistenza del pianeta non transitante fu poi confermata in novembre 2013 con il metodo della velocità radiale da astronomi dell'Osservatorio dell'Alta Provenza. Nel 2019 è stato scoperto presso l'osservatorio Keck (Keck I) , con il metodo della velocità radiale, un terzo pianeta orbitare attorno alla stella, Kepler-88 d. Si tratta di un gigante gassoso supergioviano con una massa minima tripla rispetto a quella di Giove e che orbita in 1431 giorni (3,92 anni) a una distanza di 2,46 UA dalla stella.

## Caratteristiche
La stella è una nana gialla poco più fredda del Sole (5 500 K circa), di tipo spettrale G, con massa e raggio paragonabili a quelli del Sole, o poco inferiori.

## Sistema planetario
Il pianeta più interno di Kepler-88 ha un diametro comparabile a quello di Nettuno, ma una massa di circa la metà. Il secondo pianeta ha una massa di circa il 60% di quella di Giove, e come il terzo è ultimo scoperto in ordine di tempo è un gigante gassoso. Comunque anche il pianeta b, con una massa 9 volte quella terrestre ma una bassa densità (circa 1,1 g/cm³), è probabilmente di tipo gassoso, per l'esattezza dovrebbe trattarsi di un mininettuno.
| Pianeta | Massa     | Raggio   | Periodo orb.   | Sem. maggiore | Eccentricità |
| ------- | --------- | -------- | -------------- | ------------- | ------------ |
| b       | 0,0274 MJ | 3,563 R⊕ | 10,9517 giorni | 0,098 UA      | 0,056        |
| c       | 0,1529 MJ | —        | 22,3395 g      | 0,15525 UA    | 0,056        |
| d       | >2,89 MJ  | —        | 1431 giorni    | 2,464 UA      | 0,402        |